# 山田奨治
山田 奨治（やまだ しょうじ、1963年（昭和38年 - ）は、日本の情報学者で博士（工学）。国際日本文化研究センター教授。大阪市出身。著作権など知的所有権をめぐる問題の研究、人文資料のコンピュータ解析やデータベース構築、テレビ・コマーシャル研究、武道学研究など、幅広く活躍している。

## 学歴
- 1986年 筑波大学第三学群社会工学類卒業
- 1988年 筑波大学大学院修士課程医科学研究科修了
- 1998年 京都大学より博士（工学）の学位授与。博士論文タイトル「ユーザー指向のインタフェース評価メトリクスと脳波インタフェースに関する研究」

## 職歴
- 1988年 日本アイ・ビー・エム株式会社入社
- 1992年 筑波技術短期大学視覚部情報処理学科助手
- 1996年 国際日本文化研究センター研究部助教授、総合研究大学院大学文化科学研究科助教授
- 2011年 国際日本文化研究センター研究部教授、総合研究大学院大学文化科学研究科教授

## 著書
- 『日本文化の模倣と創造　オリジナリティとは何か』（2002 角川選書）
- 『禅という名の日本丸』（2005 弘文堂）
- 『情報のみかた』（2005 弘文堂）
- 『連歌の発想　連想語彙用例辞典と、そのネットワークの解析』（2006 日文研叢書）
- 『＜海賊版＞の思想 : 18世紀英国の永久コピーライト闘争』（2008 みすず書房・2024 新版皓星社）
- 『日本の著作権はなぜこんなに厳しいのか』（2011 人文書院）
- 『東京ブギウギと鈴木大拙』（2015 人文書院）
- 『日本の著作権はなぜもっと厳しくなるのか』（2016 人文書院）
- 『著作権は文化を発展させるのか 人権と文化コモンズ』（2021 人文書院）
- 『びわ湖のほとりで35年続くすごい授業滋賀大附属中学校が実践してきた主体的・対話的で深い学び』（2018  滋賀大学教育学部附属中学校との共著 ミネルヴァ書房）

### 編書
- 『模倣と創造のダイナミズム』（2003 勉誠出版）
- 『文化としてのテレビ・コマーシャル』（2007 世界思想社）
- 『コモンズと文化―文化は誰のものか―』（2010 東京堂出版）
- 『マンガ・アニメで論文・レポートを書く-「好き」を学問にする方法-』（2017 ミネルヴァ書房）
- 『縮小社会の文化創造: 附:「縮小社会のエビデンスとメッセージ」展の記録』（2023 思文閣出版）

### 共編書
- 『日本の教育に“武道”を―21世紀に心技体を鍛える』（2005 アレキサンダー・ベネットとの共編、明治図書出版）
- 『CD-ROM版くずし字解読用例辞典』（2007 柴山守との共編、東京堂出版）
- 『大衆文化とナショナリズム』（2016 朴順愛・谷川建司との共編、森話社）
- 『文化・情報の結節点としての図像――絵と言葉でひろがる近世・近代の文化圏』（2021 石上阿希との共編、晃洋書房）
- 『鈴木大拙 禅を超えて』（2021 ジョン・ブリーンとの共編、思文閣出版）